# Andrew Springgay
Pas d'image ? Cliquez ici

a Compétitions nationales et continentales officielles uniquement.

Dernière mise à jour le 19 avril 2020.
Andrew Springgay, né le 14 août 1981 à Gateshead (Angleterre), est un joueur anglais de rugby à XV qui évolue au poste de deuxième ligne.

## Carrière
- Jusqu'en 2003 : Newcastle Falcons  Angleterre
- 2003-2004 : Thames Valley  Nouvelle-Zélande
- 2004-2005 : North Harbour  Nouvelle-Zélande
- 2005-2007 : RC Narbonne  France
- 2007-2009 : Aviron bayonnais  France
- 2009-2012 : SU Agen  France

## Palmarès
- Champion de France Pro D2 (2010)
- Équipe d'Angleterre A (2008)
- Équipe d'Angleterre -21 ans
- Équipe d'Angleterre -19 ans
- Équipe d'Angleterre -18 ans